# アンドリュー・リーヴァイン
アンドリュー・リーヴァイン（Andrew Leavine、1987年12月27日 - ）は、アメリカ合衆国の元アメリカンフットボール選手であり、プロレスラー。フロリダ州ブルックスビル出身。

## 来歴

### NFL
プロレスラーになる以前はアメリカンフットボール選手として活動していた。フロリダ国際大学ではオフェンシブラインとしてチームを牽引し、活躍。卒業後、NFLのチームであるマイアミ・ドルフィンズに入団。第3のラインマンとして期待されたが早い期間でチームを去った。

### WWE
2010年、WWEとディペロップメント契約。8月に傘下団体のFCWにてケビン・ハックマン（Kevin Hackman）のリングネームでデビュー。クラシック・バトルロイヤルに出場した。
中堅の位置として出場の機会がありながら2011年2月に解雇通告を受けたが、4月に復活したタフイナフに本名名義で参加することが決定。番組内においてはFCWに所属していたこと、レスラーであることは隠され、パフォーマンスを上手く表現できない元フットボーラーという旨で紹介された。番組エピソード開始当初からストーン・コールド・スティーブ・オースチンを始めとしたトレーナー陣からの評価は高く、以後高評価を持続し続けて優勝を飾った。最終エピソードにおいてはビンス・マクマホンが登場。優勝した際にビンスからは張り手、オースチンからはスタナーと手痛い祝福を受けてドタバタ劇となりながらも次の番組であるRAWに引き続き登場。タフイナフ優勝者として紹介された。
タフイナフ終了後はFCWに戻り、リングネームも以前使っていたケビン・ハックマンに戻し活動。8月にウェルネスポリシーを違反し30日間出場停止処分を受ける。謹慎明けの9月からはトレーニングを継続していたが2012年4月、再び解雇通告を受けた。

### インディー団体
WWE解雇後、2012年7月よりプエルトリコの団体であるWWCに参戦。9月8日、PPVであるSeptiembre NegroにてWWCユニバーサルヘビー級王座戦に出場。王座を保持するアポロ、もう一人の挑戦者であるギルバートを加えたトリプルスレットマッチ形式の試合で勝利し、ベルトを奪取した。
2013年4月27日、サムソン・ウォーカーとタッグを組んでWWC世界タッグチーム王座を保持するサンダー & ライトニングに挑戦して勝利し、ベルトを奪取した。6月29日、トリプルスレットマッチによるWWCタッグ王座防衛戦をソンズ・オブ・サモア（アファ・ジュニア & LAスムーズ）、サンダー & ライトニングを相手に対戦するがソンズ・オブ・サモアに王座を奪われてしまい、サムソン・ウォーカーと仲違いを起こした。9月22日、PPVであるAniversario 2013にてサムソン・ウォーカーと遺恨戦を行い勝利し、シングルへと転向した。
2014年5月3日、WWCユニバーサルヘビー級王座を保持するレイ・ゴンザレスに挑戦するが敗戦。この試合がきっかけとなり、ベルトを巡って抗争を開始。5月13日にはスペシャルレフェリーにカルロス・コロンを迎えてレイ・ゴンザレスと対戦するが王座を奪取するに至らなかった。

## その他
- 全日本プロレスやWWFで活躍したダニー・スパイビーは従兄弟になる[2]。

## 得意技
- ランニング・ビッグ・ブーツ

フィニッシャー
- キャトル・ドライブ

FCW時代のフィニッシャー。DDT
- パワースラム
- フットボール・タックル

## 獲得タイトル
WWE
- タフイナフ : タフイナフ2011優勝

WWC
- WWCユニバーサル・ヘビー級王座 : 1回
- WWC世界タッグ王座 : 1回（w / サムソン・ウォーカー）